# 委内瑞拉驻华大使馆
委内瑞拉玻利瓦尔共和国驻中华人民共和国大使馆（西班牙語：Embajada de la República Bolivariana de Venezuela en la República Popular China），简称委内瑞拉驻华大使馆，是委内瑞拉玻利瓦尔共和国在中华人民共和国的最高外交代表机构。馆址位于中国北京市朝阳区三里屯路14号。

## 历史
1974年6月28日，委内瑞拉与中华人民共和国建交。不久在北京设立大使馆。